# Salih Özcan
Salih Özcan (Köln, 1998. január 11. –) német utánpótlás-válogatott, majd török válogatott labdarúgó, a VfL Wolfsburg játékosa kölcsönben a Borussia Dortmund csapatától.

## Pályafutása

### Klubcsapat
Ifjúsági pályafutását az SC West Köln csapatában kezdte, majd innen igazolta le őt a Köln. 2016. január 31-én a Rot-Weiss Essen ellen debütált a második csapatban. Szeptember 21-én az első csapatban is bemutatkozott az élvonalban a Schalke 04 ellen, a 82. percben Ószako Júja helyére érkezett, majd egy perccel később gólpasszt adott Simon Zollernek.
2017-ben megkapta a Fritz Walter-medált az U19-es korosztályban.
2019. augusztus 23-án kölcsönbe került a Holstein Kiel csapatához.
2024. augusztus 28-án kölcsönbe került a VfL Wolfsburg csapatához.

### Válogatott
Szerepelt a német korosztályos válogatottban az U15, az U16, az U17, az U18 és az U19-esek között. Az U17-es válogatott tagja volt a 2015-ös U17-es labdarúgó-Európa-bajnokságon és a 2015-ös U17-es labdarúgó-világbajnokságon, amelybe Christian Wück hívta meg a keretbe. Az U17-es labdarúgó-Európa-bajnokságon a döntőben a francia U17-es labdarúgó-válogatott ellen 4-1-re kaptak ki. Az U17-es labdarúgó-világbajnokságon a C csoport első mérkőzésén az ausztrál U17-es válogatott ellen 4-1-re megnyert találkozón 3 gólpasszt jegyzett. A csoportból a második helyen jutottak tovább, majd a nyolcaddöntőben a horvát U17-es válogatott elleni mérkőzésen 2-0-ra kaptak ki és így kiestek. Meghívott kapott a 2017-es U19-es labdarúgó-Európa-bajnokságra utazó keretbe, de megsérült és a helyét Maxime Awoudja vette át.

## Statisztika
2021. február 14-i állapot szerint.
| Klub          | Szezon   | Bajnokság | Bajnokság | Kupa  | Kupa | Nemzetközi | Nemzetközi | Összesen | Összesen |
| Klub          | Szezon   | Mérk.     | Gól       | Mérk. | Gól  | Mérk.      | Gól        | Mérk.    | Gól      |
| ------------- | -------- | --------- | --------- | ----- | ---- | ---------- | ---------- | -------- | -------- |
| 1. FC Köln II | 2015–16  | 16        | 3         | -     | -    | 16         | 3          | 16       | 3        |
| 1. FC Köln II | 2016–17  | 2         | 0         | -     | -    | 0          | 0          | 2        | 0        |
| 1. FC Köln II | 2017–18  | 2         | 0         | 0     | 0    | 0          | 0          | 2        | 0        |
| 1. FC Köln II | 2018–19  | 0         | 0         | 0     | 0    | 0          | 0          | 0        | 0        |
| 1. FC Köln II | 2019–20  | 2         | 1         | 0     | 0    | 0          | 0          | 2        | 1        |
| 1. FC Köln II | Összesen | 22        | 4         | 0     | 0    | 0          | 0          | 22       | 4        |
| 1. FC Köln    | 2016–17  | 13        | 0         | 2     | 0    | 0          | 0          | 15       | 0        |
| 1. FC Köln    | 2017–18  | 23        | 0         | 2     | 0    | 5          | 0          | 30       | 0        |
| 1. FC Köln    | 2018–19  | 15        | 1         | 2     | 0    | 0          | 0          | 17       | 1        |
| 1. FC Köln    | 2019–20  | 0         | 0         | 0     | 0    | 0          | 0          | 0        | 0        |
| 1. FC Köln    | 2020–21  | 19        | 0         | 3     | 1    | 0          | 0          | 22       | 1        |
| 1. FC Köln    | Összesen | 70        | 1         | 9     | 1    | 5          | 0          | 84       | 2        |
| Holstein Kiel | 2019–20  | 28        | 5         | 1     | 0    | 0          | 0          | 29       | 5        |
| Holstein Kiel | Összesen | 28        | 5         | 1     | 0    | 0          | 0          | 29       | 1        |
| Összesen      | Összesen | 120       | 10        | 10    | 1    | 5          | 0          | 135      | 11       |

## Sikerei, díjai
- Németország U17
  - U17-es labdarúgó-Európa-bajnokság döntős: 2015

- Németország U21
  - U21-es labdarúgó-Európa-bajnokság: 2021